# Starsiedel
Starsiedel là một đô thị thuộc huyện Burgenland, bang Sachsen-Anhalt, Đức. Đô thị Starsiedel có diện tích 5,77 km², dân số thời điểm ngày 31 tháng 12 năm 2006 là 692 người.